# Мукааб
Мукааб (араб. المكعّب, трансліт. mukaʻʻab, латиніз. cube) — архітектурний проєкт будівництва хмарочоса у формі куба заввишки 400 метрів (1300 футів) у районі Аль-Кіраван в Ер-Ріяді, Саудівська Аравія, одному з п'яти районів запланованої забудови Нью-Мурабба. Хмарочос було закладено в лютому 2023 року, його кубоподібне планування та дизайн натхненні палацом Мурабба.

## Передумови
Про масштабний проєкт оголосив фактичний правитель королівства наслідний принц Мохаммед бін Салман 16 лютого 2023 року. Проєкт зазнав критики через схожість із Каабою в мечеті Масджид аль-Харам у Мецці, найсвятішій святині ісламу.
Дизайн будівлі натхненний сучасним архітектурним стилем неджд. В інтер'єрі, як планується, будуть представлені величезні голографічні проєкції, покликані створити у глядачів відчуття, ніби вони перебувають у різних реальностях, часах і місцях. В інтер'єрі також буде розташована закручена вежа для оглядових майданчиків і ресторанів, з якої будуть виходити проєкції. На даху хмарочоса буде сад. Будівля матиме корисну площу понад 25 мільйонів квадратних метрів і, завдяки своїм розмірам, матиме власну транспортну систему.
Планується, що Мукааб стане центральним елементом гігантського нового центру столиці Саудівської Аравії Ер-Ріяді під назвою Нью-Мурабба (New Murabba). Це буде найбільша у світі монолітна споруда з внутрішньою площею близько 2 мільйонів квадратних метрів.
Проєктом займатиметься компанія New Murabba Development Company, президентом якої є наслідний принц Мохаммед бін Салман.
Куб має бути 400 метрів (1300 футів) заввишки та 400 метрів (1300 футів) завширшки по кожній з чотирьох сторін.
Плани щодо куба є частиною проєкту Saudi Vision 2030.